# Wild Thoughts
Wild Thoughts (littéralement en français Pensées sauvages) est un single de DJ Khaled avec Rihanna et Bryson Tiller sorti en juin 2017. La chanson contient un échantillon de la chanson Maria Maria de Carlos Santana.

## Classement
| Classement                              | Meilleure position |
| --------------------------------------- | ------------------ |
| Allemagne (Media Control AG)            | 4                  |
| Australie (ARIA)                        | 2                  |
| Autriche (Ö3 Austria Top 40)            | 9                  |
| Belgique (Flandre Ultratop 50 Singles)  | 5                  |
| Belgique (Wallonie Ultratop 50 Singles) | 2                  |
| Canada (Hot 100)                        | 2                  |
| Danemark (Tracklisten)                  | 3                  |
| Espagne (PROMUSICAE)                    | 21                 |
| États-Unis (Hot 100)                    | 2                  |
| Finlande (Suomen virallinen lista)      | 8                  |
| France (SNEP)                           | 2                  |
| Italie (FIMI)                           | 17                 |
| Norvège (VG-lista)                      | 5                  |
| Nouvelle-Zélande (RMNZ)                 | 2                  |
| Pays-Bas (Nederlandse Top 40)           | 5                  |
| Royaume-Uni (UK Singles Chart)          | 1                  |
| Suède (Sverigetopplistan)               | 4                  |
| Suisse (Schweizer Hitparade)            | 3                  |

## Certifications
| Région                                                                                                 | Certification | Ventes/Streams                |
| --- | ------------- | ----------------------------- |
| France (SNEP)                                                                                          | Diamant       | 35 millions équivalent stream |
| *Ventes selon la certification ^Mise en rayon selon la certification xNon précisé par la certification |               |                               |